# Giải vô địch bóng đá thế giới 2018 (Bảng H)
Bảng H của giải vô địch bóng đá thế giới 2018 sẽ diễn ra từ ngày 19 đến ngày 28 tháng 6 năm 2018. Hai đội tuyển hàng đầu sẽ giành quyền vào vòng 16 đội.

## Các đội tuyển
| Vị trí bốc thăm | Đội tuyển | Nhóm | Liên đoàn | Tư cách vòng loại                           | Ngày vượt qua vòng loại | Tham dự chung kết | Tham dự cuối cùng | Thành tích tốt nhất lần trước | Bảng xếp hạng FIFA | Bảng xếp hạng FIFA |
| Vị trí bốc thăm | Đội tuyển | Nhóm | Liên đoàn | Tư cách vòng loại                           | Ngày vượt qua vòng loại | Tham dự chung kết | Tham dự cuối cùng | Thành tích tốt nhất lần trước | Tháng 10 năm 2017  | Tháng 6 năm 2018   |
| --------------- | --------- | ---- | --------- | ------------------------------------------- | ----------------------- | ----------------- | ----------------- | ----------------------------- | ------------------ | ------------------ |
| H1              | Ba Lan    | 1    | UEFA      | Nhất bảng E (khu vực châu Âu)               | 8 tháng 10 năm 2017     | 8 lần             | 2006              | Hạng ba (1974, 1982)          | 6                  | 8                  |
| H2              | Sénégal   | 3    | CAF       | Nhất bảng D vòng 3 (khu vực châu Phi)       | 10 tháng 11 năm 2017    | 2 lần             | 2002              | Tứ kết (2002)                 | 32                 | 27                 |
| H3              | Colombia  | 2    | CONMEBOL  | Hạng tư vòng tròn một lượt (khu vực Nam Mỹ) | 10 tháng 10 năm 2017    | 6 lần             | 2014              | Tứ kết (2014)                 | 13                 | 16                 |
| H4              | Nhật Bản  | 4    | AFC       | Nhất bảng B vòng 3 (khu vực châu Á)         | 31 tháng 8 năm 2017     | 6 lần             | 2014              | Vòng 16 đội (2002, 2010)      | 44                 | 61                 |

Ghi chú
1. ↑  The rankings of October 2017 were used for seeding for the final draw.

## Bảng xếp hạng
| VT | Đội      | ST | T | H | B | BT | BB | HS | Đ | Giành quyền tham dự                     |
| -- | -------- | -- | - | - | - | -- | -- | -- | - | --------------------------------------- |
| 1  | Colombia | 3  | 2 | 0 | 1 | 5  | 2  | +3 | 6 | Giành quyền vào vòng đấu loại trực tiếp |
| 2  | Nhật Bản | 3  | 1 | 1 | 1 | 4  | 4  | 0  | 4 | Giành quyền vào vòng đấu loại trực tiếp |
| 3  | Sénégal  | 3  | 1 | 1 | 1 | 4  | 4  | 0  | 4 |                                         |
| 4  | Ba Lan   | 3  | 1 | 0 | 2 | 2  | 5  | −3 | 3 |                                         |

1. 1 2  Điểm giải phong cách: Nhật Bản −4, Sénégal −6.

Trong vòng 16 đội:
- Colombia (nhất bảng H) được giành quyền vào thi đấu với Anh (nhì bảng G).
- Nhật Bản (nhì bảng H) được giành quyền vào thi đấu với Bỉ (nhất bảng G).

## Các trận đấu
Tất cả các thời gian được liệt kê là giờ địa phương.

### Colombia vs Nhật Bản
Hai đội đã gặp nhau trong 3 trận đấu trước đây, gần đây nhất trong 1 trận của vòng bảng World Cup 2014, Colombia đã thắng 4–1.
| Colombia       | 1 - 2    | Nhật Bản                        |
| -------------- | -------- | ------------------------------- |
| - Quintero 39' | Chi tiết | - Kagawa 6' (ph.đ.) - Osako 73' |

| Colombia | Nhật Bản |

| GK               | 1  | David Ospina           |     |     |
| RB               | 4  | Santiago Arias         |     |     |
| CB               | 23 | Dávinson Sánchez       |     |     |
| CB               | 3  | Óscar Murillo          |     |     |
| LB               | 17 | Johan Mojica           |     |     |
| CM               | 6  | Carlos Sánchez         | 3'  |     |
| CM               | 16 | Jefferson Lerma        |     |     |
| RW               | 11 | Juan Cuadrado          |     | 31' |
| AM               | 20 | Juan Fernando Quintero |     | 59' |
| LW               | 21 | José Izquierdo         |     | 70' |
| CF               | 9  | Radamel Falcao (c)     |     |     |
| Vào thay người:  |    |                        |     |     |
| MF               | 5  | Wílmar Barrios         | 64' | 31' |
| MF               | 10 | James Rodríguez        | 86' | 59' |
| FW               | 7  | Carlos Bacca           |     | 70' |
| Huấn luyện viên: |    |                        |     |     |
| José Pékerman    |    |                        |     |     |

| GK               | 1  | Kawashima Eiji    | 90+4' |     |
| RB               | 19 | Sakai Hiroki      |       |     |
| CB               | 22 | Yoshida Maya      |       |     |
| CB               | 3  | Shoji Gen         |       |     |
| LB               | 5  | Nagatomo Yuto     |       |     |
| CM               | 17 | Hasebe Makoto (c) |       |     |
| CM               | 7  | Shibasaki Gaku    |       | 80' |
| RW               | 8  | Haraguchi Genki   |       |     |
| AM               | 10 | Kagawa Shinji     |       | 70' |
| LW               | 14 | Inui Takashi      |       |     |
| CF               | 15 | Osako Yuya        |       | 85' |
| Vào thay người:  |    |                   |       |     |
| MF               | 4  | Honda Keisuke     |       | 70' |
| MF               | 16 | Yamaguchi Hotaru  |       | 80' |
| FW               | 9  | Okazaki Shinji    |       | 85' |
| Huấn luyện viên: |    |                   |       |     |
| Nishino Akira    |    |                   |       |     |

| Cầu thủ xuất sắc nhất trận: Osako Yuya (Nhật Bản) Trợ lý trọng tài: Jure Praprotnik (Slovenia) Robert Vukan (Slovenia) Trọng tài thứ tư: Mehdi Abid Charef (Algérie) Trọng tài thứ năm: Anouar Hmila (Tunisia) Trợ lý trọng tài video: Danny Makkelie (Hà Lan) Trợ lý trọng tài trợ lý video: Bastian Dankert (Đức) Sander van Roekel (Hà Lan) Felix Zwayer (Đức) |

### Ba Lan vs Sénégal
Hai đội chưa bao giờ gặp nhau trước đây.
| Ba Lan           | 1 - 2    | Sénégal                         |
| ---------------- | -------- | ------------------------------- |
| - Krychowiak 86' | Chi tiết | - Cionek 37' (l.n.) - Niang 60' |

| Ba Lan | Sénégal |

| GK               | 1  | Wojciech Szczęsny      |     |     |
| RB               | 20 | Łukasz Piszczek        |     | 83' |
| CB               | 4  | Thiago Cionek          |     |     |
| CB               | 2  | Michał Pazdan          |     |     |
| LB               | 13 | Maciej Rybus           |     |     |
| CM               | 10 | Grzegorz Krychowiak    | 12' |     |
| CM               | 19 | Piotr Zieliński        |     |     |
| RW               | 16 | Jakub Błaszczykowski   |     | 46' |
| AM               | 7  | Arkadiusz Milik        |     | 73' |
| LW               | 11 | Kamil Grosicki         |     |     |
| CF               | 9  | Robert Lewandowski (c) |     |     |
| Vào thay người:  |    |                        |     |     |
| DF               | 5  | Jan Bednarek           |     | 46' |
| FW               | 23 | Dawid Kownacki         |     | 73' |
| DF               | 18 | Bartosz Bereszyński    |     | 83' |
| Huấn luyện viên: |    |                        |     |     |
| Adam Nawałka     |    |                        |     |     |

| GK               | 16 | Khadim N'Diaye    |     |     |
| RB               | 22 | Moussa Wagué      |     |     |
| CB               | 3  | Kalidou Koulibaly |     |     |
| CB               | 6  | Salif Sané        | 49' |     |
| LB               | 12 | Youssouf Sabaly   |     |     |
| RM               | 10 | Sadio Mané (c)    |     |     |
| CM               | 13 | Alfred N'Diaye    |     | 87' |
| CM               | 5  | Idrissa Gueye     | 72' |     |
| LM               | 18 | Ismaïla Sarr      |     |     |
| CF               | 9  | Mame Biram Diouf  |     | 62' |
| CF               | 19 | M'Baye Niang      |     | 75' |
| Vào thay người:  |    |                   |     |     |
| MF               | 11 | Cheikh N'Doye     |     | 62' |
| FW               | 14 | Moussa Konaté     |     | 75' |
| MF               | 8  | Cheikhou Kouyaté  |     | 87' |
| Huấn luyện viên: |    |                   |     |     |
| Aliou Cissé      |    |                   |     |     |

| Cầu thủ xuất sắc nhất trận: M'Baye Niang (Sénégal) Trợ lý trọng tài: Yaser Tulefat (Bahrain) Taleb Al Maari (Qatar) Trọng tài thứ tư: Abdulrahman Al-Jassim (Qatar) Trọng tài thứ năm: Mohamed Al Hammadi (UAE) Trợ lý trọng tài video: Artur Soares Dias (Bồ Đào Nha) Trợ lý trọng tài trợ lý video: Tiago Martins (Bồ Đào Nha) Hernán Maidana (Argentina) Wilton Sampaio (Brasil) |

### Nhật Bản vs Sénégal
Hai đội đã gặp nhau tổng cộng 3 lần, gần đây nhất trong một trận giao hữu năm 2003, Sénégal đã thắng 1 - 0.
| Nhật Bản               | 2 - 2    | Sénégal                |
| ---------------------- | -------- | ---------------------- |
| - Inui 34' - Honda 78' | Chi tiết | - Mané 11' - Wagué 71' |

| Nhật Bản | Sénégal |

| GK               | 1  | Kawashima Eiji    |       |     |
| RB               | 19 | Sakai Hiroki      |       |     |
| CB               | 22 | Yoshida Maya      |       |     |
| CB               | 3  | Shoji Gen         |       |     |
| LB               | 5  | Nagatomo Yuto     |       |     |
| CM               | 17 | Hasebe Makoto (c) | 90+4' |     |
| CM               | 7  | Shibasaki Gaku    |       |     |
| RW               | 8  | Haraguchi Genki   |       | 75' |
| AM               | 10 | Kagawa Shinji     |       | 72' |
| LW               | 14 | Inui Takashi      | 68'   | 87' |
| CF               | 15 | Osako Yuya        |       |     |
| Vào thay người:  |    |                   |       |     |
| MF               | 4  | Honda Keisuke     |       | 72' |
| FW               | 9  | Okazaki Shinji    |       | 75' |
| MF               | 11 | Usami Takashi     |       | 87' |
| Huấn luyện viên: |    |                   |       |     |
| Nishino Akira    |    |                   |       |     |

| GK               | 16 | Khadim N'Diaye    |       |     |
| RB               | 12 | Youssouf Sabaly   | 90'   |     |
| CB               | 3  | Kalidou Koulibaly |       |     |
| CB               | 6  | Salif Sané        |       |     |
| LB               | 22 | Moussa Wagué      |       |     |
| CM               | 17 | Badou Ndiaye      |       | 81' |
| CM               | 13 | Alfred N'Diaye    |       | 65' |
| CM               | 5  | Idrissa Gueye     |       |     |
| RF               | 18 | Ismaïla Sarr      |       |     |
| CF               | 19 | M'Baye Niang      | 59'   | 86' |
| LF               | 10 | Sadio Mané (c)    |       |     |
| Vào thay người:  |    |                   |       |     |
| MF               | 8  | Cheikhou Kouyaté  |       | 65' |
| MF               | 11 | Cheikh N'Doye     | 90+1' | 81' |
| FW               | 9  | Mame Biram Diouf  |       | 86' |
| Huấn luyện viên: |    |                   |       |     |
| Aliou Cissé      |    |                   |       |     |

| Cầu thủ xuất sắc nhất trận: Sadio Mané (Sénégal) Trợ lý trọng tài: Elenito Di Liberatore (Ý) Mauro Tonolini (Ý) Trọng tài thứ tư: Abdulrahman Al-Jassim (Qatar) Trọng tài thứ năm: Taleb Al Maari (Qatar) Trợ lý trọng tài video: Massimiliano Irrati (Ý) Trợ lý trọng tài trợ lý video: Tiago Martins (Bồ Đào Nha) Hernán Maidana (Argentina) Paolo Valeri (Ý) |

### Ba Lan vs Colombia
Hai đội đã gặp nhau trong 5 trận đấu, gần đây nhất trong một trận giao hữu năm 2006, Colombia đã thắng 2 - 1.
| Ba Lan | 0 - 3    | Colombia                                   |
| ------ | -------- | ------------------------------------------ |
|        | Chi tiết | - Mina 40' - Falcao 70' - Ju. Cuadrado 75' |

| Ba Lan | Colombia |

| GK               | 1  | Wojciech Szczęsny      |     |     |
| CB               | 20 | Łukasz Piszczek        |     |     |
| CB               | 5  | Jan Bednarek           | 61' |     |
| CB               | 2  | Michał Pazdan          |     | 80' |
| RM               | 18 | Bartosz Bereszyński    |     | 72' |
| CM               | 10 | Grzegorz Krychowiak    |     |     |
| CM               | 6  | Jacek Góralski         | 85' |     |
| LM               | 13 | Maciej Rybus           |     |     |
| RF               | 19 | Piotr Zieliński        |     |     |
| CF               | 9  | Robert Lewandowski (c) |     |     |
| LF               | 23 | Dawid Kownacki         |     | 57' |
| Vào thay người:  |    |                        |     |     |
| MF               | 11 | Kamil Grosicki         |     | 57' |
| FW               | 14 | Łukasz Teodorczyk      |     | 72' |
| DF               | 15 | Kamil Glik             |     | 80' |
| Huấn luyện viên: |    |                        |     |     |
| Adam Nawałka     |    |                        |     |     |

| GK               | 1  | David Ospina           |  |     |
| RB               | 4  | Santiago Arias         |  |     |
| CB               | 23 | Dávinson Sánchez       |  |     |
| CB               | 13 | Yerry Mina             |  |     |
| LB               | 17 | Johan Mojica           |  |     |
| CM               | 8  | Abel Aguilar           |  | 32' |
| CM               | 5  | Wílmar Barrios         |  |     |
| RW               | 11 | Juan Cuadrado          |  |     |
| AM               | 20 | Juan Fernando Quintero |  | 73' |
| LW               | 10 | James Rodríguez        |  |     |
| CF               | 9  | Radamel Falcao (c)     |  | 78' |
| Vào thay người:  |    |                        |  |     |
| MF               | 15 | Mateus Uribe           |  | 32' |
| MF               | 16 | Jefferson Lerma        |  | 73' |
| FW               | 7  | Carlos Bacca           |  | 78' |
| Huấn luyện viên: |    |                        |  |     |
| José Pékerman    |    |                        |  |     |

| Cầu thủ xuất sắc nhất trận: James Rodríguez (Colombia) Trợ lý trọng tài: Marvin Torrentera (México) Miguel Hernández (México) Trọng tài thứ tư: Julio Bascuñán (Chile) Trọng tài thứ năm: Christian Schiemann (Chile) Trợ lý trọng tài video: Mauro Vigliano (Argentina) Trợ lý trọng tài trợ lý video: Gery Vargas (Bolivia) Roberto Díaz Pérez (Tây Ban Nha) Daniele Orsato (Ý) |

### Nhật Bản vs Ba Lan
Hai đội đã gặp nhau 2 lần, gần đây nhất trong một trận giao hữu năm 2002, Nhật Bản đã thắng 2 - 0.
| Nhật Bản | 0 - 1    | Ba Lan         |
| -------- | -------- | -------------- |
|          | Chi tiết | - Bednarek 59' |

| Nhật Bản | Ba Lan |

| GK               | 1  | Kawashima Eiji (c) |     |     |
| RB               | 19 | Sakai Hiroki       |     |     |
| CB               | 22 | Yoshida Maya       |     |     |
| CB               | 20 | Makino Tomoaki     | 66' |     |
| LB               | 5  | Nagatomo Yuto      |     |     |
| CM               | 16 | Yamaguchi Hotaru   |     |     |
| CM               | 7  | Shibasaki Gaku     |     |     |
| RW               | 21 | Sakai Gōtoku       |     |     |
| AM               | 9  | Okazaki Shinji     |     | 47' |
| LW               | 11 | Usami Takashi      |     | 65' |
| CF               | 13 | Muto Yoshinori     |     | 82' |
| Vào thay người:  |    |                    |     |     |
| FW               | 15 | Osako Yuya         |     | 47' |
| MF               | 14 | Inui Takashi       |     | 65' |
| MF               | 17 | Hasebe Makoto      |     | 82' |
| Huấn luyện viên: |    |                    |     |     |
| Nishino Akira    |    |                    |     |     |

| GK               | 22 | Łukasz Fabiański       |  |     |
| CB               | 18 | Bartosz Bereszyński    |  |     |
| CB               | 15 | Kamil Glik             |  |     |
| CB               | 5  | Jan Bednarek           |  |     |
| RM               | 21 | Rafał Kurzawa          |  | 79' |
| CM               | 10 | Grzegorz Krychowiak    |  |     |
| CM               | 6  | Jacek Góralski         |  |     |
| LM               | 3  | Artur Jędrzejczyk      |  |     |
| RF               | 19 | Piotr Zieliński        |  | 79' |
| CF               | 9  | Robert Lewandowski (c) |  |     |
| LF               | 11 | Kamil Grosicki         |  |     |
| Vào thay người:  |    |                        |  |     |
| FW               | 14 | Łukasz Teodorczyk      |  | 79' |
| MF               | 17 | Sławomir Peszko        |  | 79' |
| Huấn luyện viên: |    |                        |  |     |
| Adam Nawałka     |    |                        |  |     |

| Cầu thủ xuất sắc nhất trận: Jan Bednarek (Ba Lan) Trợ lý trọng tài: Jerson Dos Santos (Angola) Zakhele Siwela (Nam Phi) Trọng tài thứ tư: Ricardo Montero (Costa Rica) Trọng tài thứ năm: Juan Carlos Mora (Costa Rica) Trợ lý trọng tài video: Daniele Orsato (Ý) Trợ lý trọng tài trợ lý video: Gery Vargas (Bolivia) Carlos Astroza (Chile) Paolo Valeri (Ý) |

### Sénégal vs Colombia
Cả hai đội đã gặp nhau chỉ 1 lần, một trận giao hữu năm 2014 đã kết thúc với tỷ số hòa 2 - 2.
| Sénégal | 0 - 1    | Colombia   |
| ------- | -------- | ---------- |
|         | Chi tiết | - Mina 74' |

| Sénégal | Colombia |

| GK               | 16 | Khadim N'Diaye       |     |     |
| RB               | 21 | Lamine Gassama       |     |     |
| CB               | 6  | Salif Sané           |     |     |
| CB               | 3  | Kalidou Koulibaly    |     |     |
| LB               | 12 | Youssouf Sabaly      |     | 74' |
| RM               | 18 | Ismaïla Sarr         |     |     |
| CM               | 8  | Cheikhou Kouyaté (c) |     |     |
| CM               | 5  | Idrissa Gueye        |     |     |
| LM               | 10 | Sadio Mané           |     |     |
| CF               | 20 | Keita Baldé          |     | 80' |
| CF               | 19 | M'Baye Niang         | 51' | 86' |
| Vào thay người:  |    |                      |     |     |
| DF               | 22 | Moussa Wagué         |     | 74' |
| FW               | 14 | Moussa Konaté        |     | 80' |
| FW               | 15 | Diafra Sakho         |     | 86' |
| Huấn luyện viên: |    |                      |     |     |
| Aliou Cissé      |    |                      |     |     |

| GK               | 1  | David Ospina           |     |     |
| RB               | 4  | Santiago Arias         |     |     |
| CB               | 23 | Dávinson Sánchez       |     |     |
| CB               | 13 | Yerry Mina             |     |     |
| LB               | 17 | Johan Mojica           | 45' |     |
| CM               | 15 | Mateus Uribe           |     | 83' |
| CM               | 6  | Carlos Sánchez         |     |     |
| RW               | 11 | Juan Cuadrado          |     |     |
| AM               | 20 | Juan Fernando Quintero |     |     |
| LW               | 10 | James Rodríguez        |     | 31' |
| CF               | 9  | Radamel Falcao (c)     |     | 89' |
| Vào thay người:  |    |                        |     |     |
| FW               | 14 | Luis Muriel            |     | 31' |
| MF               | 16 | Jefferson Lerma        |     | 83' |
| FW               | 19 | Miguel Borja           |     | 89' |
| Huấn luyện viên: |    |                        |     |     |
| José Pékerman    |    |                        |     |     |

| Cầu thủ xuất sắc nhất trận: Yerry Mina (Colombia) Trợ lý trọng tài: Milovan Ristić (Serbia) Dalibor Đurđević (Serbia) Trọng tài thứ tư: Bamlak Tessema Weyesa (Ethiopia) Trọng tài thứ năm: Hasan Al Mahri (UAE) Trợ lý trọng tài video: Danny Makkelie (Hà Lan) Trợ lý trọng tài trợ lý video: Bastian Dankert (Đức) Elenito Di Liberatore (Ý) Gianluca Rocchi (Ý) |

## Kỷ luật
Các điểm giải phong cách, được sử dụng là các tiêu chí nếu tổng thể và kỷ lục đối đầu đối của đội tuyển vẫn được tỷ số hòa, được tính dựa trên các thẻ vàng và thẻ đỏ nhận được trong tất cả các trận đấu của bảng như sau:
- thẻ vàng đầu tiên: trừ 1 điểm;
- thẻ đỏ gián tiếp (thẻ vàng thứ hai): trừ 3 điểm;
- thẻ đỏ trực tiếp: trừ 4 điểm;
- thẻ vàng và thẻ đỏ trực tiếp: trừ 5 điểm;

Chỉ có một trong các khoản khấu trừ ở trên sẽ được áp dụng cho một cầu thủ trong một trận đấu duy nhất.
| Đội tuyển | Trận 1   | Trận 1                                    | Trận 1 | Trận 1            | Trận 2   | Trận 2                                    | Trận 2 | Trận 2            | Trận 3   | Trận 3                                    | Trận 3 | Trận 3            | Điểm |
| Đội tuyển | Thẻ vàng | Thẻ vàng · Thẻ vàng-đỏ (thẻ đỏ gián tiếp) | Thẻ đỏ | Thẻ vàng · Thẻ đỏ | Thẻ vàng | Thẻ vàng · Thẻ vàng-đỏ (thẻ đỏ gián tiếp) | Thẻ đỏ | Thẻ vàng · Thẻ đỏ | Thẻ vàng | Thẻ vàng · Thẻ vàng-đỏ (thẻ đỏ gián tiếp) | Thẻ đỏ | Thẻ vàng · Thẻ đỏ | Điểm |
| --------- | -------- | ----------------------------------------- | ------ | ----------------- | -------- | ----------------------------------------- | ------ | ----------------- | -------- | ----------------------------------------- | ------ | ----------------- | ---- |
| Ba Lan    | 1        |                                           |        |                   | 2        |                                           |        |                   |          |                                           |        |                   | −3   |
| Nhật Bản  | 1        |                                           |        |                   | 2        |                                           |        |                   | 1        |                                           |        |                   | −4   |
| Sénégal   | 2        |                                           |        |                   | 3        |                                           |        |                   | 1        |                                           |        |                   | −6   |
| Colombia  | 2        |                                           | 1      |                   |          |                                           |        |                   | 1        |                                           |        |                   | −7   |